# بيل فيليبس (كاتب أغاني)
بيل فيليبس (بالإنجليزية: Bill Phillips)‏ هو كاتب أغاني أمريكي، ولد في 28 يناير 1936، وتوفي في 23 أغسطس 2010.

## وصلات خارجية
- بيل فيليبس على موقع IMDb (الإنجليزية)
- بيل فيليبس على موقع ميوزك برينز (الإنجليزية)
- بيل فيليبس على موقع ديسكوغز (الإنجليزية)